# Yohann Tihoni
Yohann Tihoni (Teahupoo, 20 luglio 1994) è un calciatore francese nato a Tahiti, attaccante del Roniu e della Nazionale tahitiana.